# 18-я дивизия (Япония)
18-я дивизия (яп. 第18師団 Дай-джухачи Шидан) — пехотная дивизия в Императорской японской Армии.

## История формирования
В Первой мировой войне дивизия была усилена дополнительной пехотной бригадой (29-я бригада IJA) и под командованием генерал-лейтенанта Камио Мицуоми получила независимое командование в осаде Циндао немецкой колонии Циндао на полуострове Шаньдун, в Китае в октябре 1914 года, вынудив немецкие войска сдаться после недельного штурма. Примечательно, что самолет дивизионной авиации стал первым самолетом, когда-либо сбитым в воздушном бою.
Тем не менее, 1 мая 1925 года дивизия была распущена военным министром Угаки Кадзусигэ в рамках мер по экономии средств правительством Като Такааки вместе с 13-й, 15-й и 17-й дивизиями.
18-я дивизия была возрождена в сентябре 1937 года как квадратная дивизия в рамках общего военного строительства после начала Второй японо-китайской войны. В составе 10-й армии IJA под общим командованием японской армии в Центральном Китае она была развернута на материковой части Китая в качестве экстренного подкрепления для дополнения японской Шанхайской экспедиционной армии в Китае после Второго шанхайского инцидента. Японская 18-я дивизия впоследствии участвовала в битве за Нанкин и последующих зверствах, известных как Нанкинская резня. С сентября 1938 года дивизия перешла под контроль 21-й армии и участвовала в Кантонской операции, во вторжении и оккупации провинции Гуандун под командованием генерал-лейтенанта Сэйити Куно. Дивизия оставалась в Китае во время Зимнего наступления 1939—1940 годов под командованием генерал-лейтенанта Харуки Хякутакэ.
После катастрофической битвы при Импхале в марте-июле 1944 года генерал-лейтенант Синъити Танака поменялся дивизионными назначениями с генерал-лейтенантом Эйтаро Нака, бывшим начальником штаба армии Бирмы. В кампании 1945 года дивизия снова потеряла много тысяч человек в битве за Центральную Бирму, особенно в битве при Мейтхиле, к югу от Мандалая. Во время сражения дивизия была усилена 119-м пехотным полком из состава 53-й дивизии в попытках отбить Мейтхила у союзников.
18-я дивизия закончила войну в Южной Бирме. Из 31 444 солдат дивизии, отправленных в Бирму, более 20 000 не вернулись домой в Японию.